# عبد الرحمن الشعيبي
عبد الرحمن الشعيبي ؛ مواليد 10 ديسمبر 1980 في الأحساء، السعودية، هو لاعب كرة قدم سعودي لعب مع نادي هجر و لعب فترة بسيطة في نادي الجيل.